# Maison du patrimoine d'Ollioules

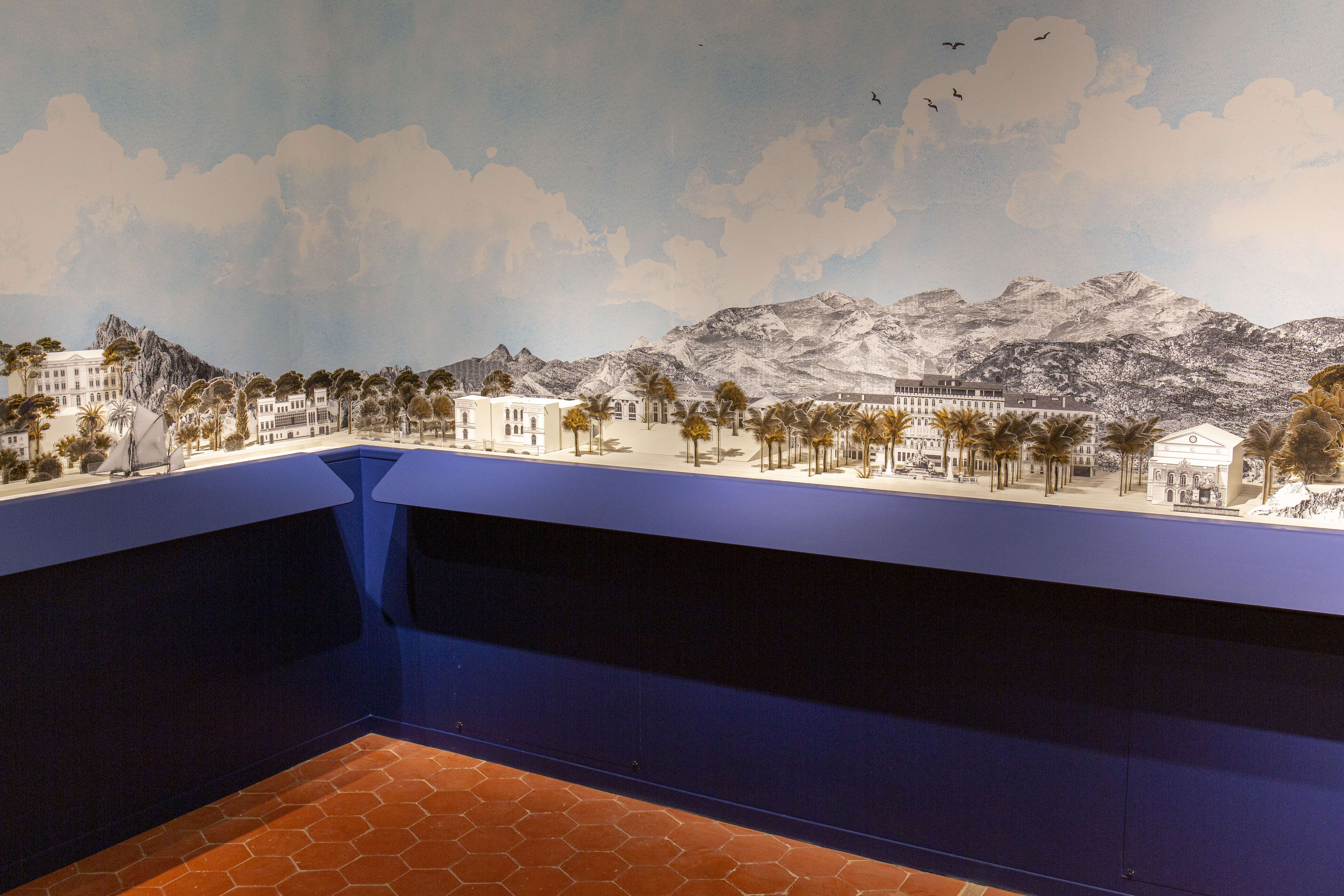

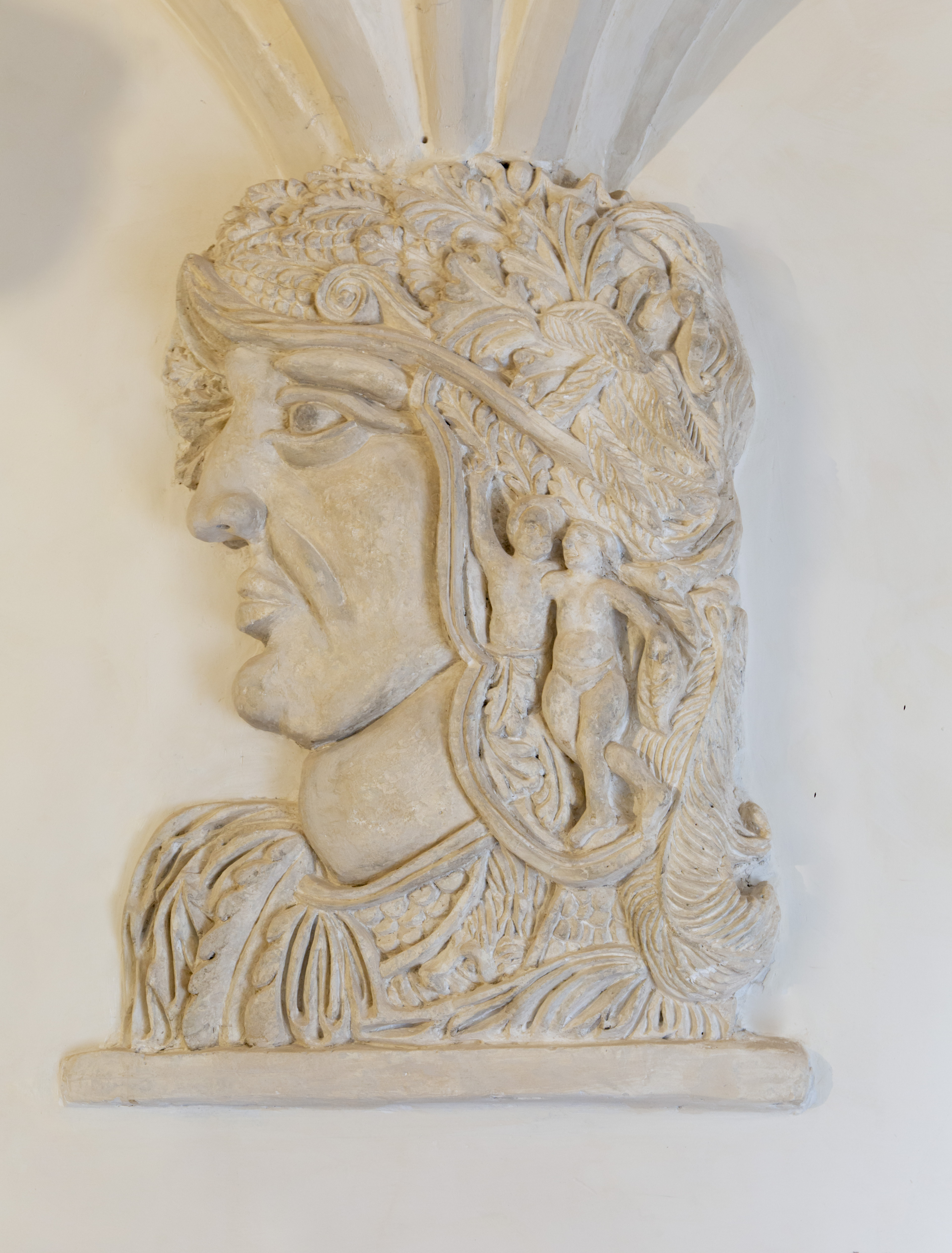

LaMaison du Patrimoine, Centre d'Interprétation du Patrimoine Métropolitain Toulon Provence Méditerranée, appelée pendant longtemps « La Maison des Têtes » est un  hôtel particulier du XVIIe siècle situé au cœur de la cité d' Ollioules dans le  Var. Elle a fait l’objet d’une inscription au titre des Monuments Historiques depuis le 16 décembre 1998. Le vestibule, la cour intérieure, son grand escalier, ses différentes galeries sont classés au titre des Monuments Historiques depuis le 6 décembre 2000.

## Histoire

### Époque moderne
Cette demeure est un hôtel particulier datant du XVIIème. Le propriétaire originel est inconnu mais nous savons qu'elle a été achetée en 1632 par un certain Melchior Martinenq, avocat puis juge et Consul d'Ollioules. Il s'inscrit dans la mouvance des hôtels particuliers de grandes villes et constitue un  symbole de la réussite de la bourgeoisie de l'époque.

### Époque contemporaine
À partir de 1632, la demeure est vendue à des propriétaires successifs jusqu'en 1994 quand son propriétaire meurt. En 1996 elle est rachetée aux enchères par la ville d'Ollioules qui en assure sa protection patrimoniale. Le bâtiment est transféré à la Communauté d’agglomération Toulon Provence Méditerranée en 2007. Elle a fait l'objet d'une importante restauration dès 2018 par la Métropole Toulon Provence Méditerranée, pour être inaugurée le 28 février 2020 comme Centre d'Interprétation du Patrimoine Métropolitain.
Ce musée a ouvert ses portes au public le 15 juillet 2020.

## Intérieur

### Décors
Les décors en gypserie d'époque Renaissance, au nombre de quatre-vingt, font cohabiter un courant classique et maniérisme pour éblouir et surprendre le visiteur.
Vestibule : Le vestibule est orné d'une succession de voûtes d'arêtes, de nombreux décors en gypserie, de faux marbre qui mène le visiteur jusqu'à un puits de lumière quadrangulaire où se dévoile un escalier monumental, pièce maîtresse du décor. Les décors intérieurs fastueux et richement décorés créent le contraste avec son extérieur sobre et discret.
L'escalier :  Il occupe une place de choix dans la demeure au cœur de l'hôtel particulier et permet l'accès aux étages. Il est richement  orné de nombreux ornements en gypserie : colonnes de style gréco-romain, atlantes, putti, chimères, grotesques... et arbore d'élégants balustres à doubles poires en plâtre.

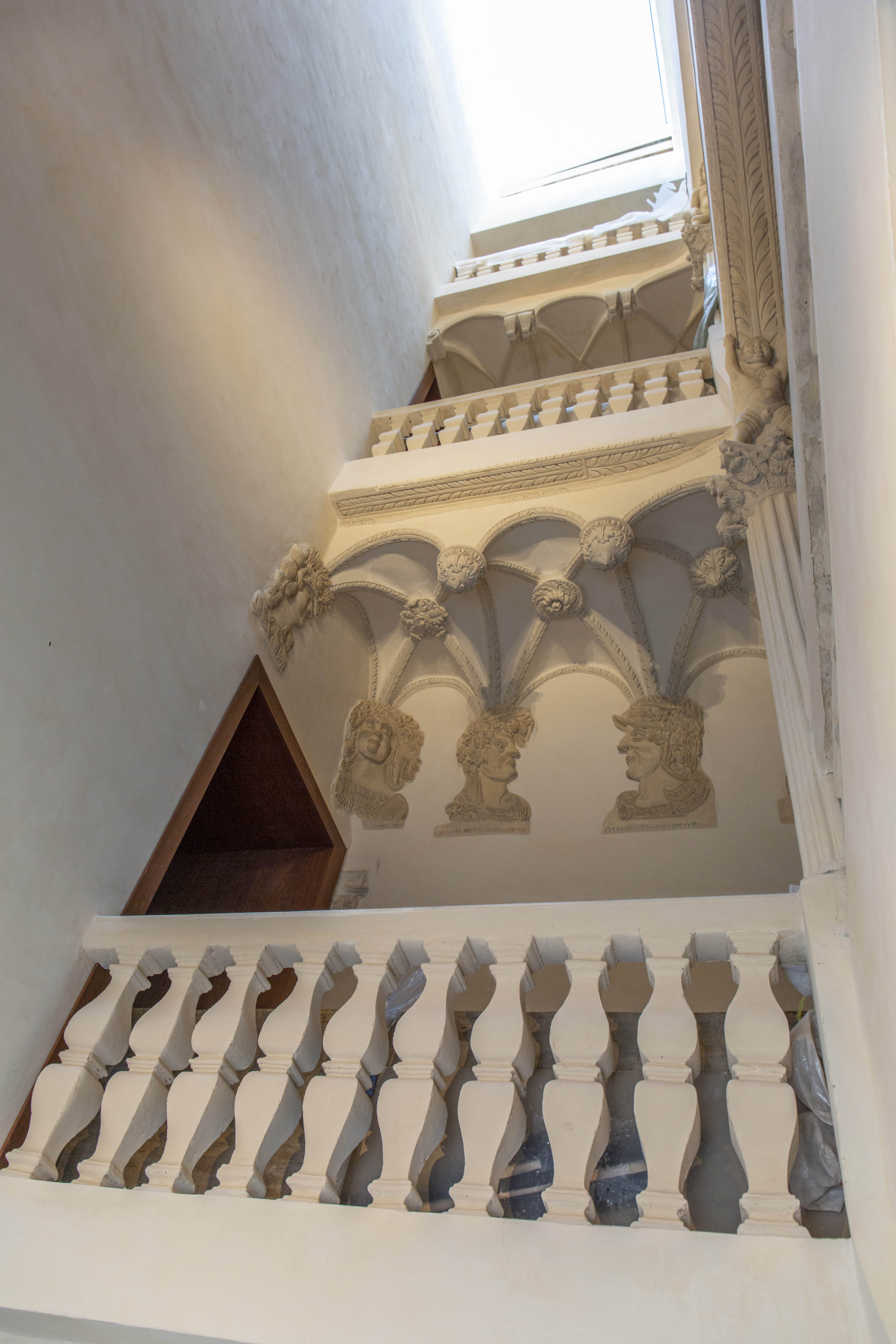

Les étages : Les deux premiers étages offrent à voir une succession de portraits d'empereurs romains en gypserie : Vitellius, Auguste, Vespasien, Néron ...inspirés de l'Antiquité.

### Les salles
Aujourd'hui sept salles ont été aménagées de façon interactive, innovante, pédagogique, afin de valoriser et découvrir le riche patrimoine de la Métropole Toulon Provence Méditerranée depuis les merveilles de l'Antiquité jusqu'à nos jours. Chaque salle  plonge le visiteur dans une ambiance différente et offre un fabuleux voyage dans le temps et dans l'espace. De nombreuses personnalités donnent la réplique à ce parcours immersif : Nicolas Fabri de Peiresc, Jean Aicard, Pierre Puget, Alexandre Dumas ... Ce parcours tantôt dans le réel, tantôt dans le virtuel propose des  maquettes 3D, des écrans interactifs, des portraits parlants ainsi que de nombreuses pièces de collection.